# ヒレナガカサゴ科
ヒレナガカサゴ科（学名:Neosebastidae）は、カサゴ目に含まれる魚類の分類群のひとつ。インド洋と太平洋に分布する。この科のいくつかの種は有毒である。
Nelson(2006)は本科を認めず、フサカサゴ科のヒレナガカサゴ亜科（Neosebastinae）としている。